# Monteleone di Puglia
Monteleone di Puglia est une commune italienne de la province de Foggia dans la région des Pouilles.

## Administration
| Période                                  | Période  | Identité         | Étiquette     | Qualité |
| ---------------------------------------- | -------- | ---------------- | ------------- | ------- |
| 05/04/2005                               | En cours | Giovanni Campese | Centro-Destra |         |
| Les données manquantes sont à compléter. |          |                  |               |         |

### Communes limitrophes
Accadia, Anzano di Puglia, Ariano Irpino, Panni, San Sossio Baronia, Sant'Agata di Puglia, Savignano Irpino, Zungoli